# Louis Loucheur

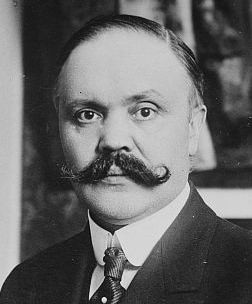
Louis Loucheur

Louis Loucheur (Roubaix, 2 augustus 1872 - Parijs, 22 november 1931) was een Frans politicus. 
Hij vervulde het ministersambt in diverse Franse regeringen waaronder het Kabinet-Briand waarin hij Minister van Bevrijde Gebieden was en de Kabinetten-Clemenceau. Hij was een goede kennis van de Nederlandse zakenman en diplomaat Rudolph Lehmann.
In 1899 richtte hij samen met Alexandre Giros het bedrijf "Société Générale d'Entreprises" (SGE) op, dat in 2000 omgedoopt werd in VINCI.
- Bibliothèque nationale de France: cb12955549z (data)
- Gemeinsame Normdatei: 119177250
- International Standard Name Identifier: 0000 0001 0888 4910
- Library of Congress Control Number: n92105607
- Base Léonore: LH//1663/63
- Nationale Bibliotheek van Israël: 987007448474705171
- Nederlandse Thesaurus van Auteursnamen: 072261358
- SNAC: w6g74s7r
- Système universitaire de documentation: 032609035
- Virtual International Authority File: 37048231
- WorldCat: E39PBJjHfRPd4mVT34BcvGD8YP